# Ruciane
Ruciane (niem. Rudczanny, od 1936 Niedersee) – dawniej odrębna miejscowość, obecnie dzielnica Rucianego-Nidy w woj. warmińsko-mazurskim, w powiecie piskim.

## Historia
Ruciane powstało jako wieś przy leśniczówce. Jeszcze pod koniec XIX wieku Ruciane było małą kolonią leśną wsi Guzianka. Wzrost znaczenia miejscowości (ówcześnie w Prusach Wschodnich) był związany z wybudowaniem tu tartaku, smolarni i suszarni nasion leśnych, oraz doprowadzeniem w latach 1883–1898 kolei, a także rozwojem szlaku wodnego związany z budową śluzy w Guziance i otwarciem przystani żeglugowej. W krótkim czasie powstało tu jedno z popularniejszych letnisk Prus Wschodnich. Około roku 1900 otwarto tu należący do Maksa Kocha hotel, który w roku 1905 dysponował 60 miejscami noclegowymi w 33 pokojach.
Początkowo Ruciane było gromadą w gminie Ukta, należącej do powiatu mrągowskiego. Jesienią 1954 utworzono gromadę Ruciane składającą się z Rucianego i Nidy. 1 stycznia 1955 gromadę Ruciane przeniesiono do powiatu piskiego. 1 stycznia 1958 gromada Ruciane otrzymała prawa osiedla (a więc równocześnie Ruciane i Nida ustanowiły wspólny organizm aczkolwiek o nazwie Ruciane). W 1961 roku powierzchnia osiedla wynosiła 20,47 km² i liczyło 2921 mieszkańców. 1 stycznia 1966 roku osiedlu Ruciane nadano prawa miejskie, a nowe miasto otrzymało nazwę Ruciane-Nida.